# Skärgöl (Åseda socken, Småland)
Skärgöl är en sjö i Uppvidinge kommun i Småland och ingår i Alsteråns huvudavrinningsområde.